# Chris Blackwell
Pour les articles homonymes, voir Blackwell.
Chris Blackwell, né le 22 juin 1937 à Londres (Angleterre), est un producteur de musique anglais, fondateur du label Island Records.
Il compte parmi les fondateurs de l'industrie musicale jamaïcaine et participe à l'expansion internationale du reggae, notamment grâce à Bob Marley, qu'il engage sur son label au début des années 1970 et qui connaît un succès planétaire.

## Biographie

### Enfance
Chris Blackwell est né à Londres, dans le quartier de Westminster d’un négociant irlandais d'une certaine aisance,, et de Blanche Lindo, juive sépharade native du Costa Rica, issue d'une famille d'exploitants de canne à sucre, la Cie Appleton.
Les parents de Blackwell divorcèrent alors qu'il n'avait que douze ans. Il passa son enfance en Jamaïque, et poursuivit sa scolarité à Harrow. Renonçant à des études universitaires, il rentra à la Jamaïque pour y prendre le poste d’adjoint au Gouverneur, Sir Hugh Foot. Lorsque ce dernier fut muté à Chypre, Blackwell quitta King's House et exerça une multitude de métiers (promoteur immobilier, loueur de juke-boxes, etc.) un peu partout à travers l'île, ce qui lui fit connaître plusieurs groupes de musiciens folkloriques.
En 1958, il s'échoua avec son voilier au large de Helshire Beach, et fut secouru par des pêcheurs, qui le soignèrent avec leur régime traditionnel appelé « Ital ». Ce fut la première expérience de Blackwell avec le Rastafarianisme, qui exerça désormais sur lui une influence dominante, à la fois éthique et musicale.

### Création de Island Records
En 1958, avec un capital initial de 10 000 $ avancé par ses parents, Blackwell, alors âgé de 22 ans, fonde la maison de production de disques Island Records. Le nom de cette maison d'édition était inspiré d'un roman d’Alec Waugh, Island in the Sun. L'animateur radio Graeme Goodall fut son premier associé. Blackwell reçoit de sa mère une pension de 2 000 £ par an, ce qui lui permet d'avoir son propre appartement malgré le manque de rentrées financières,. Le premier album édité par Island Records est celui du chanteur et pianiste Lance Hayward, originaire des Bermudes. Blackwell commence à enregistrer de la musique jamaïcaine en 1959, et obtient une première place au hit-parade avec Boogie in my Bones/Little Sheila de Laurel Aitken.
En 1961, Blackwell est engagé comme assistant de production sur le tournage du film de James Bond Docteur No (1962). À la fin du tournage, le producteur Harry Saltzman lui offre un emploi à plein temps. Partagé entre son amour pour le cinéma et sa passion pour la musique, Blackwell opte finalement pour la musique.
Dès 1962, ce prometteur producteur avait déjà édité 26 singles et deux albums. Cette année-là, il rentre en Angleterre pour promouvoir son label. La musique jamaïcaine est une niche commerciale : Blackwell commercialise les droits de reproduction d'enregistrements originaux. L'une de ces bandes originales est celle d’une chanteuse de 15 ans, Millie Small, que Blackwell a amenée avec lui de la Jamaïque. En 1964, Blackwell produit la reprise par Small d'une chanson de Barbie Gaye, My Boy Lollypop (1956) qui passe pour le prototype du rythme ska : c'est un hit vendu à plus de six millions d'exemplaires dans le monde. C'est ce succès qui lance vraiment Island Records comme une maison d'audience internationale dans la musique pop.
Blackwell devait plus tard déclarer à ce propos : « Je ne l’ai pas édité sous le label Island parce que je savais que ç’allait être un hit. À cette époque les labels indépendants n’étaient pas de taille à porter les hits, parce qu’ils n’étaient pas en mesure d’avancer l’argent pour payer le pressage du disque en quantité suffisante pour faire face à la demande, et c’est pourquoi j’ai contracté avec Fontana, une filiale de Philips. Ç’a été un hit mondial, et je voulais vraiment prendre en main la carrière de Millie, alors je l’ai accompagnée partout, ce qui m’a mis au contact de tout ce qui comptait dans l’industrie du disque. J’ai pu rencontrer Stevie Winwood et le Spencer Davis Group lors d’une émission télé à Birmingham. C’est comme ça que j’ai commencé à m’investir dans ce genre-là. Cette musique complètement nouvelle en était encore à ses débuts… »

### Les années rock
Après la découverte de The Spencer Davis Group et de son chanteur Steve Winwood, Blackwell se concentra sur le rock n'roll. Island devint l'un des principaux labels indépendants des années 1960, 1970 et 1980 avec des artistes aussi célèbres et divers que Traffic (1967), Nick Drake (1968), Free (1968), King Crimson (1969), Fairport Convention (1969), Spooky Tooth (1969), Emerson, Lake and Palmer (1970), Jethro Tull (1970), Cat Stevens (1970), John Martyn, Sly and Robbie, Roxy Music (1972), The Sparks (1974), Robert Palmer (1974), Grace Jones (1977), U2 (1980), CharlÉlie Couture (1981), Melissa Etheridge (1988) et The Cranberries (1989). « Les grandes maisons d'édition, dit Blackwell, sont des supermarchés. Je vois plutôt Island comme une épicerie fine. » 
Cela dit, Blackwell reconnaît qu'il a raté quelques occasions : ainsi Elton John, jeune pianiste qu'il trouvait trop émotif pour pouvoir se produire en concert. Par une ironie du sort, c'est sous le label Island, que Blackwell avait depuis longtemps revendu à PolyGram Music, qu’Universal réédita les anciens albums d'Elton John.
Island et Blackwell lui-même étaient connus pour leur style cool et proche des artistes. Blackwell fut un découvreur de talents et l'arbitre de la mode musicale. Son intuition du marketing se révèle dans les pochettes de disque d'Island, où le producteur s'est toujours énormément impliqué. Blackwell déclare à ce sujet : « Je pense vraiment que si les gens voient quelque chose de beau, de façon subconsciente ils pensent qu'il va se passer quelque chose à l'écoute du disque. Il est arrivé qu'on fasse des pochettes très supérieures à la musique elle-même, alors je devais leur demander de refaire les enregistrements ».
Island Records assura aussi la distribution de Trojan Records, Chrysalis Records, Bronze Records, Stiff Records, de Virgin Records et du label américain Sue Records, qui produisait Jimmy McGriff, les Soul Sisters ou encore Ike and Tina Turner.

### Les années reggæ

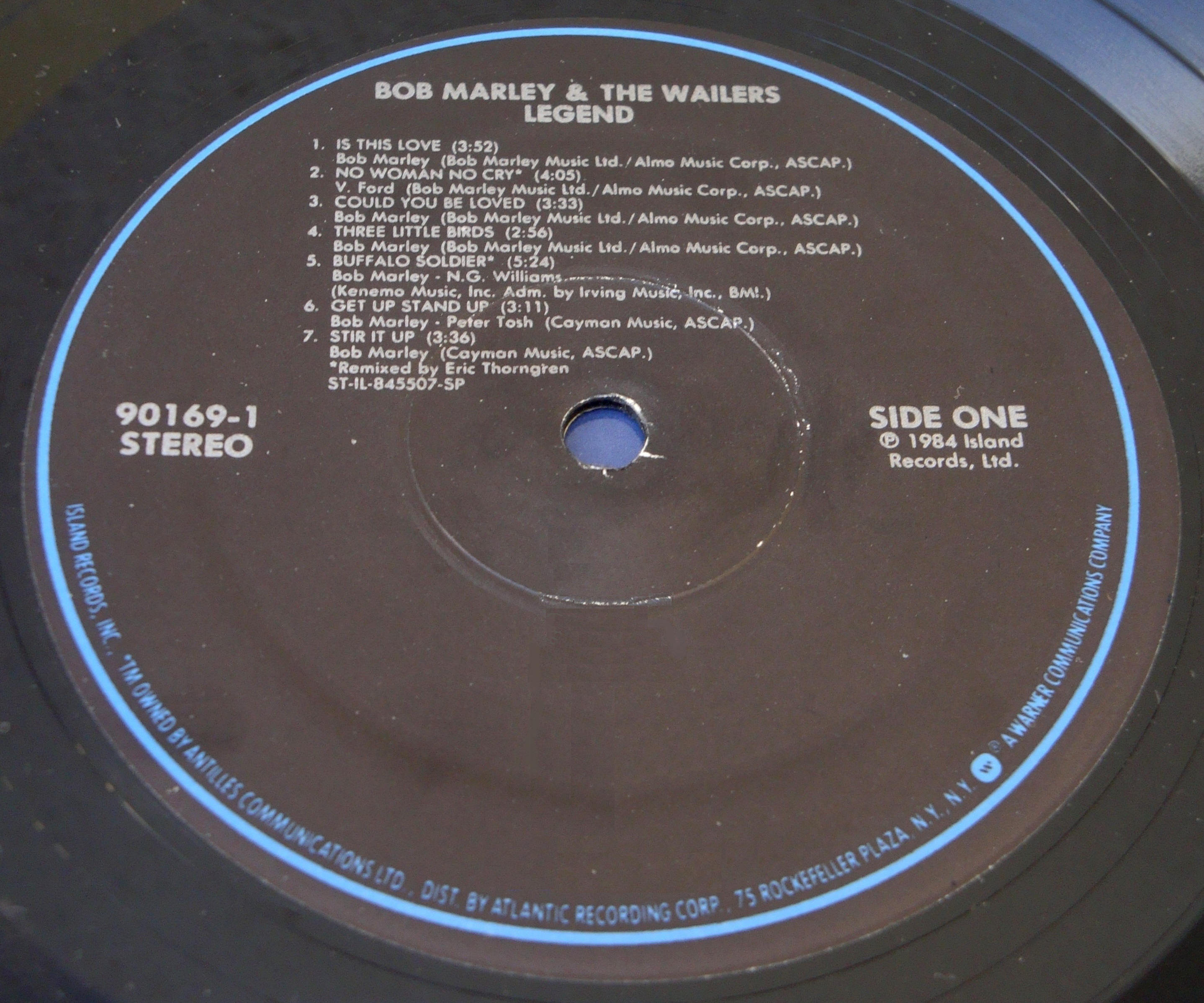
L’album Legend de Bob Marley, édité en 1984 par Island Records en format vinyle.

En 1975, Funky Kingston est le premier album distribué par Island Records, label de Chris Blackwell, du groupe Toots and the Maytals, groupe qui a introduit le terme « reggae » en chanson avec leur single de 1968 Do the Reggay. Le critique musical Lester Bangs décrivit l'album dans Stereo Review comme « la perfection, l'ensemble le plus passionnant et diversifié de chansons de reggae par un artiste… » Tandis que Blackwell dit à propos de leur son « The Maytals ne ressemblaient à personne…leur son était sensationnel, brut et dynamique ». Blackwell a entretenu un fort engagement envers Toots and the Maytals.  Il a dit que « Je connais Toots depuis plus longtemps que n’importe qui - bien plus longtemps que Bob (Bob Marley). Toots est un des êtres humains les plus purs que j’ai rencontré dans ma vie, pur presque à l’excès. » Blackwell est apparu dans le documentaire de 2011 Reggae Got Soul: The Story of Toots and the Maytals « Le reggae a de l’âme: l’histoire de Toots and the Maytals » qui a été diffusé sur la chaîne BBC et a été décrit comme « l’histoire jamais racontée de l’un des artistes les plus influents à avoir jamais émergé de Jamaïque »,.
À l’origine The Maytals était uniquement un trio vocal, mais après avoir signé avec Island Records en 1975 Chris Blackwell fit en sorte que le groupe d’enregistrement devienne The Maytals avec comme leader le chanteur Toots Hibbert et forme ainsi Toots and the Maytals. Les premiers membres instrumentistes ajoutés au groupe comprenaient Jackie Jackson, Hux Brown, Rad Bryan et Paul Douglas. En novembre 2016, Jackie Jackson a décrit la formation du groupe dans une interview radio pour Kool 97 FM Jamaïque. Accompagné par Paul Douglas et Radcliffe “Dougie” Bryan en studio, Jackson a expliqué : « nous sommes tous des membres originaux du groupe Toots and the Maytals. D’abord Toots and the Maytals, c’était trois gars: Toots, Raleigh et Jerry. Et puis ils ont été signés par Island Records, Chris Blackwell. Et on était leur groupe d’enregistrement. Un jour on a été appelés chez Blackwell. Et il nous dit, “Bien messieurs, je pense qu’il est temps. On dirait bien que ce Toots and the Maytals va avoir du succès.”[réf. nécessaire] À ce moment-là il avait déjà signé Bob (Marley). Alors dans son camp, Island Records, il y avait Toots and the Maytals / Bob Marley ; on parlait du reggae qui devenait international. On a continué de se voir et il (Blackwell) a décidé que le groupe d’accompagnement qui accompagne toutes les chansons, le groupe qui enregistre, devait devenir le groupe the Maytals. Alors on a tous été réuni sous Toots and the Maytals. Alors on est devenus Maytals aussi. Et puis on a pris la route en 1975… On a fait la 1re partie de Eagles, Linda Ronstadt et Jackson Browne. On a fait la 1re partie de The Who pendant environ deux semaines ».
Finalement, Island se lança dans le cinéma avec Tout, tout de suite, avec Jimmy Cliff comme interprète. Produit et réalisé par le Jamaïcain Perry Henzell, ce film est l'un des premiers à aborder les problèmes des îles Caraïbes.
En 1977, Blackwell crée Compass Point Studios à Nassau (Bahamas) pour faire les enregistrements localement.
L'une des principales réussites de Blackwell aura été d’avoir rendu Bob Marley and The Wailers accessible au public international. Sans même leur avoir fait signer de contrat, Blackwell avança l'argent nécessaire à The Wailers pour qu'ils puissent enregistrer leur premier album chez Island, en reconnaissance des Rastas qui lui avaient sauvé la vie un jour de l'été 1958.
Chris Blackwell dit : « ouais, Ouais, Ouais. Je leur donne l’argent pour faire cet album.’ Mais à cette époque ils étaient en train de former le groupe. Bob (Bob Marley) est venu me voir, il pensait que moi, Gladdy, Winston Wright, Jackie et Hux on formerait le groupe. C’était le groupe que Bob voulait vraiment, mais ces gars-là ne voulaient pas s’impliquer. Vous savez que la situation autour de Bob était plutôt chaotique… Ils ont refusé. Donc tout de suite, je ne pouvais pas m’impliquer, parce que je ne voulais pas quitter les gars. On faisait toutes les sessions ensemble… Si je partais, j’avais l’impression que ça créerait une mauvaise ambiance. Quand Hugh Malcolm a rejoint le groupe, il n’arrivait pas à suivre, alors ils l’ont viré. Un peu plus tard un batteur appelé Paul Douglas est arrivé, de temps en temps on lui demandait de venir si je ne pouvais pas jouer à une session. Paul était le seul en qui les gars avaient vraiment confiance pour être capable de jouer parmi eux »
Ce geste financier marque le début de la marche triomphale de Bob Marley et de sa maison de disque vers le succès.
De son parcours avec Bob Marley, Blackwell a dit que :
« il faisait confiance à mon intuition selon laquelle il valait mieux qu'il essaye de devenir une rock-star, plutôt que de devenir une star des radios noires américaines. Sa musique était brute, rugueuse et rythmée, à un moment où toute la musique noire, sauf James Brown, était douce et charmeuse. Bob m'a fait confiance là-dessus, il y croyait autant que moi ».
Chris Blackwell créa également Mango Records, qui se consacrait à la musique jamaïcaine et aux musiques du monde. Mango a fait connaître Burning Spear, Black Uhuru, Third World, Salif Keita, Baaba Maal, Angélique Kidjo, King Sunny Adé etc.
Blackwell revendit ses participations dans Island Records en 1989, et démissionna définitivement de la société en 1997. Il a cependant été la vedette des cérémonies du 50e anniversaire de Island Records à Londres en 2009. Toutes les sociétés fondées par Blackwell ont été finalement revendues à PolyGram Music puis, en 1998, ont rejoint le groupe Universal Music Group.
En 1995, Don Taylor (manager de Bob Marley 1974-1980) publie Bob Marley et Moi où il est possible de lire : « son contrat avec Island était l'un des pires que j'eusse jamais vus. […] il avait touché 4 000 £ d'avance pour le premier album,autant pour le second, et 12 000 $ pour le troisième. Vu que l'on parlait ici de Catch a fire, Burnin', et Natty Dread, il semblait de plus inconcevable qu'il ne touchât pas le  moindre centime de royalties, ni en tant qu'artiste, ni en tant que producteur. Cela s'apparentait à un hold-up. »

## Prix et reconnaissances
En avril 2009, le magazine britannique Music Week a consacré Blackwell comme la personnalité la plus influente des 50 années de l'industrie britannique du disque,,.
En 2023, il est lauréat du prix Polar Music.

## Goldeneye
Ian Fleming achête un terrain, ancienne plantation de canne à sucre, en 1946 sur la côté jamaïquaine à côté d'Oracabessa. Il y fait construire une petite maison qu'il baptise Goldeneye. Ian Fleming rencontre Blanche Blackwell et passe du temps avec elle. Bien après la mort de l'auteur, en 1976, le domaine est mis en vente et Chris Blackwell le fait acquérir par Bob Marley, puis lui rachète quelques mois plus tard. Treize ans plus tard, alors que Chris Blackwell vient de vendre Island Records à Polygram, il décide d'acheter des terrains autour de Goldeneye.

### Source
- (en) Cet article est partiellement ou en totalité issu de l’article de Wikipédia en anglais intitulé « Chris Blackwell » (voir la liste des auteurs).